# Costus (planta)
Costus es un género de plantas con flores perteneciente a la familia Costaceae. Comprende 237 especies descritas y de estas, solo 104 aceptadas.

## Descripción
Son plantas perennes tropicales. Se caracteriza y distingue de los géneros de su familia, como Zingiber, por sus tallos en espiral. 
Son hierbas con tallos frecuentemente contortos en espiral. Hojas arregladas en espiral alrededor del tallo; vainas tubulares. Inflorescencia una espiga terminal en un tallo frondoso o basal en el ápice de un brote afilo separado, considerablemente alargada cuando en fruto (medidas entre paréntesis en las descripciones); brácteas coriáceas, a veces provistas de un apéndice foliáceo; bractéolas dobladas, cimbiformes; labelo 3-lobado, pequeño y tubular o vistoso con un limbo grande y patente; estambre petaloide, angostamente elíptico. Cápsula 3-locular, blanca (roja en C. speciosus); semillas con un arilo grande, lacerado y blanco.

## Usos
Costus spectabilis es el emblema floral de Nigeria, sus flores son representadas en su escudo de armas, por error, en rojo en vez de color amarillo.

## Ecología
Algunas especies son de importancia para los herbívoros, tales como las orugas de la mariposa Notocrypta curvifascia, que se alimentan de (C. speciosus). 

## Propiedades
Es también una fuente de diosgenina, un compuesto utilizado para la producción comercial de diversos esteroides, tales como la progesterona. En Trinidad y Tobago, una mezcla de jugo de Costus scaber y bayas aplastadas de Renealmia alpinia se utiliza para tratar a los perros mordidos por serpientes. 

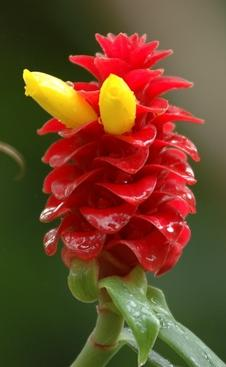

## Taxonomía
El género fue descrito por Carlos Linneo y publicado en Species Plantarum 1: 2. 1753. La especie tipo es: Costus arabicus L. 

## Especies aceptadas
A continuación se brinda un listado de las especies del género Costus (planta) aceptadas hasta febrero de 2013, ordenadas alfabéticamente. Para cada una se indica el nombre binomial seguido del autor, abreviado según las convenciones y usos:
- Lista de especies de Costus